# Aegidomorpha psammodina
Aegidomorpha psammodina är en fjärilsart som beskrevs av Edward Meyrick 1932. Aegidomorpha psammodina ingår i släktet Aegidomorpha och familjen Copromorphidae. Inga underarter finns listade i Catalogue of Life.